# Sinfonía en do mayor, KV 96 (Mozart)

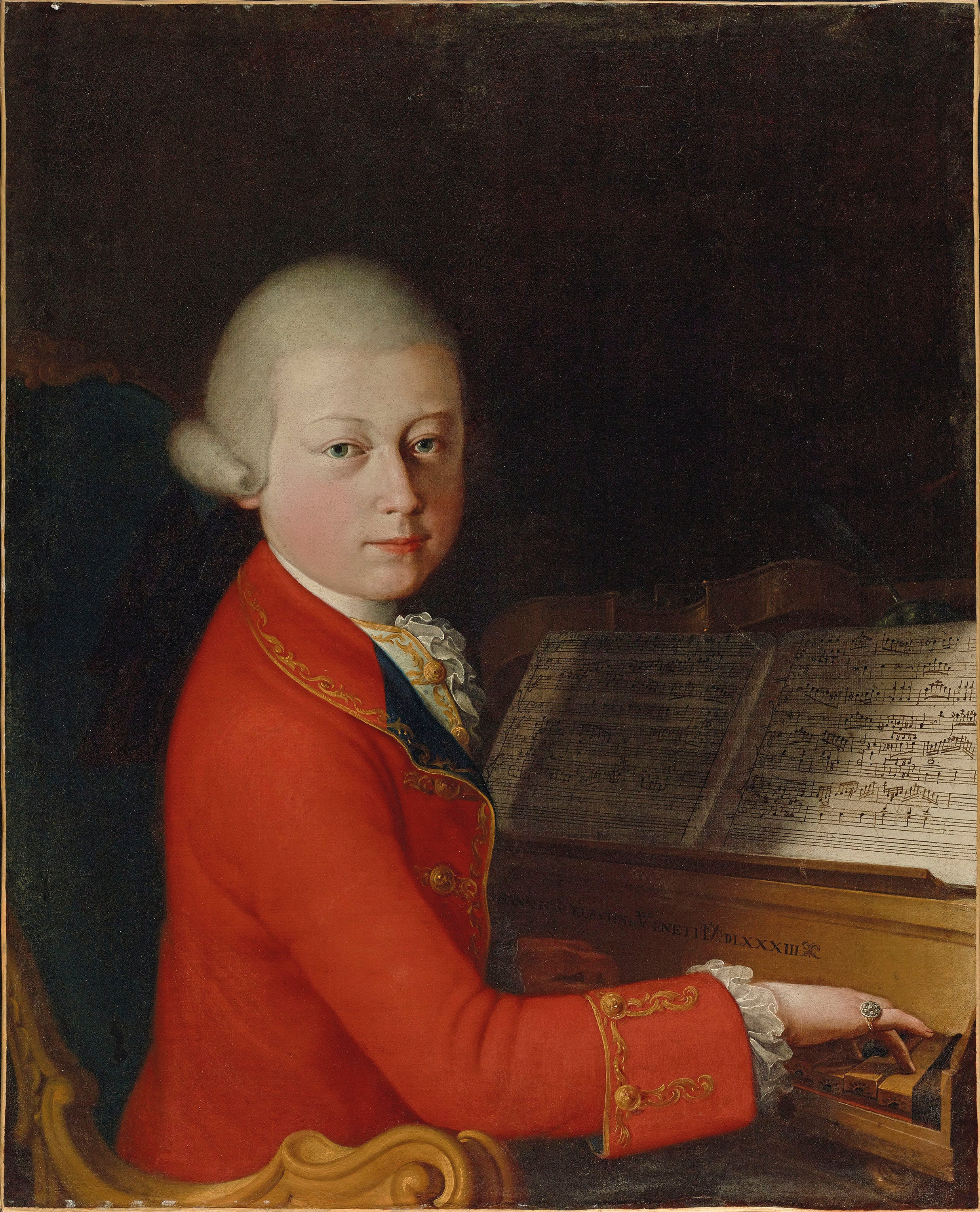
Mozart en 1770.

La Sinfonía n.º 46 en do mayor, K. 96/111b probablemente fue compuesta por Wolfgang Amadeus Mozart en 1771, cuando el compositor tenía quince años.

## Historia

### Contexto

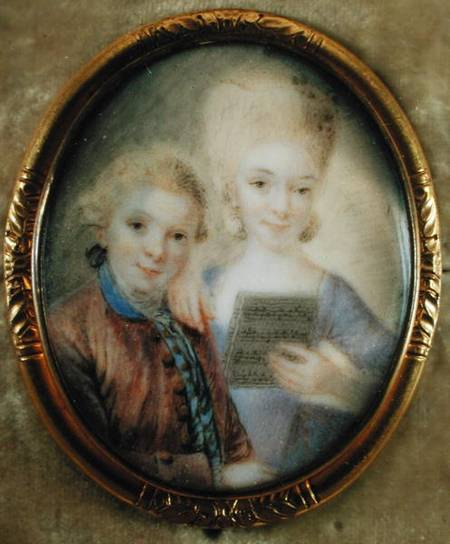
Wolfgang y Nannerl hacia 1763.

La carrera de Mozart como sinfonista había empezado en Londres durante el gran viaje de la familia Mozart por Europa entre junio de 1763 y noviembre de 1766. El padre Leopold Mozart planeó la gira para exhibir a sus prodigiosos hijos, Wolfgang y Nannerl en las principales cortes europeas. En ese tiempo Wolfgang compuso sus primeras obras del género, que tenían una deuda sustancial con las sinfonías de estilo galante italianizante en tres movimientos de Carl Friedrich Abel y Johann Christian Bach; también escuchó las sinfonías de compositores relevantes como Thomas Arne, William Boyce y Giuseppe Sammartini. Posteriormente Leopold y sus hijos pasaron en Viena varios meses de 1768 durante los cuales el joven maestro hizo un esfuerzo consciente por adaptar su estilo sinfónico a los gustos del público vienés, adoptando entre otras cosas la estructura en cuatro movimientos. Una afortunada consecuencia de los largos viajes del compositor en ciernes fue el contacto que le proporcionaron con una generosa muestra representativa de las tradiciones musicales europeas: alemana, británica, francesa e italiana.
El joven compositor y su padre realizaron tres viajes a Italia entre diciembre de 1769 y en mayo de 1773. En este periodo alternó sus visitas con estancias en Salzburgo durante las cuales creó la ópera Mitrídates, rey de Ponto, así como varias sinfonías con apreciable influencia del gusto italiano por la ópera bufa. En 1772 y 1773 el maestro austríaco vivió una etapa de entusiasmo por la escritura sinfónica, produciendo cada año siete nuevas sinfonías (n.º 15 - n.º 27). Después redujo su actividad en este campo y en los dos años siguientes sólo aparecieron tres nuevas piezas del género (n.º 28, 29 y 30). En 1778 realizó un largo y nefasto viaje a Mannheim y a París, durante el cual falleció su madre y su única producción relevante fue la Sinfonía n.º 31 "París". En enero de 1779 regresó a su ciudad natal donde creó otras tres sinfonías (n.º 32, 33 y 34) con las que cierra su etapa en Salzburgo. El casi cuarto de siglo que separa su primera sinfonía de la última -la n.º 41- estuvo marcado por el interés recurrente, si no continuo, del compositor por las posibilidades inherentes a esta forma. Al examinar la cronología de las obras de Mozart, se observa que la composición de sus sinfonías tiende a producirse en grupos espaciados irregularmente, de hasta nueve o diez ejemplos seguidos, en lugar de regular o aisladamente. Lo que esto podría sugerir, al margen de cualquier motivación económica, es que empleó estos periodos específicamente para resolver los problemas y retos de la forma sinfónica.

### Composición
La composición de esta obra, si realmente se trata de una obra del joven Mozart, pudo desarrollarse entre octubre y noviembre de 1770 en Milán. Tras componer varias sinfonías en Roma, Mozart dejó de componer sinfonías durante aproximadamente un año, pero reanudó su producción en Salzburgo en el verano de 1771. A pesar de su numeración se trata de una de las sinfonías tempranas del maestro austríaco, ya que fue una de las que se descubrieron después de que se elaborara la lista "oficial" de 41 sinfonías. Varias sinfonías de descubrimiento posterior han aumentado la producción sinfónica de Mozart a 55, aunque curiosamente no hay ninguna con los números 49 ni 53. No obstante, sólo 38 sinfonías se pueden identificar como procedentes de la pluma de Wolfgang.

### Autoría
La autenticidad de esta obra es incierta, puesto que se ha perdido la partitura autógrafa. Alfred Einstein, en su revisión del catálogo Köchel, sugirió que la sinfonía había sido compuesta entre octubre y noviembre de 1771 en Milán, y que el minueto fue añadido posteriormente. Las fechas dadas para la sinfonía varían considerablemente, desde 1770 hasta 1775.

### Estreno y publicación
No se sabe con certeza la fecha y el lugar en que se celebró el estreno de la sinfonía.
La primera edición fue llevada a cabo en 1881 por el editor Carl Reinecke para la casa Breitkopf & Härtel en Leipzig, que publicó bajo la denominación Wolfgang Amadeus Mozarts Werke, Serie XXIV: Supplemente, Bd.1, No.6, tanto las partes como la partitura completa.
La Alte Mozart-Ausgabe (Antigua Edición de Mozart), que publicó la primera edición completa de las obras musicales de Mozart entre 1879 y 1882, estableció la secuencia numerada del 1 al 41 para la producción sinfónica del maestro austríaco. Algunas piezas, como la Sinfonía en fa mayor, K. 76, fueron publicadas en suplementos de la Alte-Mozart Ausgabe hasta 1910. Las sinfonías no numeradas en aquel momento han recibido posteriormente números que van del 42 al 56, incluso aunque fueran escritas por Mozart con anterioridad a la Sinfonía n.º 41 de 1788. Conforme a este esquema de numeración la Sinfonía K. 96 recibiría el número 46.

## Instrumentación
La partitura está escrita para una orquesta formada por:
- Viento madera: 2 oboes y 1 [fagot].
- Viento metal: 2 trompas en do y 2 trompetas en do.
- Percusión: timbales en do y sol.
- Teclado: [clavecín].
- Cuerda: una sección de cuerdas con 2 violines (primero y segundo), viola, violonchelo y contrabajo.

Las trompetas y los timbales permanecen en silencio durante el segundo movimiento, así como en el trío del minueto. En las orquestas de aquella época era una práctica común emplear el fagot y el clavecín, si estaban presentes en la orquesta, para reforzar la línea del bajo doblando a los violonchelos y los contrabajos o bien como continuo, incluso sin notación separada.

## Estructura y análisis
La sinfonía consta de cuatro movimientos:
- I. Allegro, en do mayor 4
4
- II. Andante, en do menor 6
8
- III. Menuetto, en do mayor – Trio, en fa mayor 3
4
- IV. Molto allegro, en do mayor 2
4

La interpretación de esta obra dura aproximadamente entre 10 y 15 minutos. Se trata de una obra inusualmente musculosa y podría calificarse de campesina, en particular por la melodía de danza del movimiento inicial.

### I.Allegro
El primer movimiento, Allegro, está escrito en la tonalidad de do mayor, en compás de 4/4 (69 compases) y sigue la forma sonata. Destaca por una melodía de danza que aporta un carácter rústico a la pieza. Presenta un carácter similar al de una obertura, ya que cuenta con numerosas fanfarrias, frecuente trémolo, melodía triádica y además el movimiento transcurre sin repetición ni desarrollo. El tema principal, de cuatro compases, consiste en una fanfarria con un primer motivo de tresillo "rodante" y tríada ascendente al unísono en forte, que da paso a un segundo motivo con un gesto descendente de corcheas entrecortadas por silencios en piano. El ritmo de tresillo caracteriza todo el movimiento. La repetición del tema va seguida de tríadas arpegiadas ascendentes en trémolo (do mayor, fa mayor, do mayor) y del segundo motivo como variación. En el compás 17 se alcanza la dominante de sol mayor, en la que entra un tercer motivo de notas repetidas, inicialmente en el bajo con un trémolo por encima. A partir del compás 29 el compositor alterna entre sol mayor, mi mayor y la menor, inicialmente con el segundo motivo, luego con la combinación de la tríada inicial y el trémolo. El último grupo (compás 42 ss.) retoma la fanfarria inicial y termina la exposición con golpes de acorde sobre la dominante sol mayor. La segunda parte del movimiento (compases 47 ss.) comienza como la primera con el tema principal en tónica, pero luego lleva el segundo motivo a fa mayor y repite el tema de re mayor con una continuación a sol mayor. Esta estructura da inicialmente al oyente la impresión de que se está repitiendo la exposición, puesto que el tema comienza en tónica, mientras que la continuación en la subdominante y la posterior repetición del tema en re mayor dan la sensación de un desarrollo. Pero el resto del desarrollo se asemeja en gran medida al de la exposición. Las desviaciones menores se refieren, por ejemplo, a la ausencia del pasaje con el tercer motivo en el bajo.

### II.Andante
El segundo movimiento, Andante, está en do menor y en compás de 6/8 (43 compases). Las trompetas y los timbales permanecen en silencio. El movimiento lento presenta un carácter “serio y mesurado” a ritmo de siciliana con cambios breves y continuos entre forte y piano.

### III.Menuetto–Trio
El tercer movimiento, Menuetto – Trio, está en re mayor que en el trío pasa a fa mayor y en compás de 3/4 (51 compases). El minueto presenta un carácter decididamente no aristocrático. Se basa en dos motivos contrastantes de dos compases. El comienzo de la segunda parte trae un pasaje crescendo con uso escalonado de los instrumentos. En el trío la tonalidad pasa a fa mayor y vuelven a desaparecer de la orquestación las trompetas y los timbales. Se caracteriza por el contraste que se genera entre un pasaje escrito para trío de cuerdas, en el cual el segundo violín sin la viola establece un ligero contrapunto con el primer violín, y la respuesta en forte del tutti.

### IV.Molto allegro
El cuarto y último movimiento, Molto allegro, retoma la tonalidad inicial y el compás es 2/4 (120 compases). El Finale es una marcha. El primer tema se basa en la alternancia escalonada de tríadas ascendentes en la tónica de do mayor y en la dominante de sol mayor, así como un movimiento descendente de corcheas. La apertura del movimiento es, pues, análoga a la del Allegro inicial. Comienzos similares de los movimientos inicial y final pueden encontrarse también en otras obras de este periodo, como la Sinfonía n.º 13 K. 112. Ambas mitades del tema constan de ocho compases cada una y pueden subdividirse a su vez en bloques de construcción más pequeños. El segundo tema (compases 17-24) se sucede sin transición, "ascendiendo y descendiendo en líneas suaves, flexibles, como un hincharse y deshincharse completamente integrado". A continuación hay dos motivos, cada uno repetido una vez: el primero con un gesto pendular que se repite como un eco en piano, el segundo con golpes de acorde y una figura de "campana". En particular, este motivo "dentado", pero también el anterior y el primer tema, poseen un carácter de marcha. La exposición termina en el compás 48 en la dominante de Sol mayor y se repite. El breve "desarrollo" (compases 49-76) comienza con el tema principal en Sol, pero luego modula con un trémolo descendente y una fila de tonos repetidos en forma de eco hasta la tónica paralela de La menor, en la que también aparece el motivo del péndulo (compases 65 y siguientes). La recapitulación (compases 77 y siguientes) corresponde en gran medida a la exposición, pero la segunda mitad del primer tema está alterada.